# プレステージ (映画)
『プレステージ』（原題: The Prestige）は、2006年公開のアメリカ映画。クリストファー・ノーラン監督。
過去の因縁によって互いに競い合う2人のマジシャンを描くサスペンス映画。クリストファー・プリーストの1995年の小説『奇術師』を映画化した作品である。主役である二人のマジシャンにはヒュー・ジャックマンとクリスチャン・ベールが配役された。
日本においては当初北米以外の地域と同様、ワーナー・ブラザース映画が配給する予定だったが、タッチストーン・ピクチャーズの意向により、ギャガが担うこととなった。そのため、日本におけるDisney+（「スター」ブランド）でも配信されている。
第79回アカデミー賞では撮影賞と美術賞にノミネートされた。

## ストーリー
19世紀末のロンドン。ボーデンはライバルであるアンジャーの瞬間移動マジックを調べるため、彼のマジックの最中に舞台下に侵入する。するとアンジャーはボーデンの目の前で、2人にとっていわくつきの水槽に落ちて溺死。そばにいたボーデンはアンジャー殺害の容疑で逮捕される。
遡ること数年前。若きアンジャーとボーデンは、ある奇術師の下で互いに修行していた。ある時、助手であったアンジャーの妻が水中脱出マジックに失敗し溺死する。その原因はボーデンが結んだロープであった。2人は決裂し、アンジャーは復讐のためにボーデンの手品を失敗させ、ボーデンは左手の第4・第5指を失う。以後、2人は互いの邪魔をしながら激しく競い合うようになる。

## キャスト
ロバート・アンジャー
演 - ヒュー・ジャックマン、日本語吹替 - 山路和弘
芸名「偉大なるダントン（グレート・ダントン）」。育ちがよく貴族の出身である奇術師。下積み時代に水槽の脱出マジックの事故で妻を亡くしたことでボーデンに強い憎悪を抱くようになる。演出力は高く観客を引き付ける力はあるものの手品の発想ではボーデンに劣る。「偉大なるダントン」という芸名は亡き妻が命名したものである。
アルフレッド・ボーデン
演 - クリスチャン・ベール、日本語吹替 - 東地宏樹
芸名「教授（プロフェッサー）」。孤児として生まれ育ち身元が謎に包まれた奇術師。下積み時代に水槽の脱出マジックの事故を引き起こし、アンジャーの妻を死なせてしまう。他人の奇術のタネを見抜く力があり、「奇術のためなら人生さえも犠牲にする」がモットー。独自の力で見事な奇術を発案してみせるが演出面では地味なためアンジャーに劣る。妻子がおり、貧しいながらつましくも幸福な日々を送っている。
ハリー・カッター
演 - マイケル・ケイン、日本語吹替 - 小島敏彦
奇術のトリックの考案と小道具の開発を行うエンジニア（アンジェニア）。下積み時代のアンジャーとボーデンの直接の師。水槽脱出マジック以降アンジャーを見込んでプロの奇術師としてプロデュースする。やがて野心におぼれるアンジャーに「若さに取り付かれると自らを滅ぼす」と警告する。
オリヴィア
演 - スカーレット・ヨハンソン、日本語吹替 - 水町レイコ
アンジャーの奇術の助手。売れない女優だったがカッターによってスカウトされる。ボーデンの開発した奇術に対する野心からアンジャーが自分を利用したことに、不満を抱いている。
ニコラ・テスラ
演 - デヴィッド・ボウイ、日本語吹替 - 佐々木敏
実在した交流電気を開発した科学者。エジソンとの開発競争に追われ“コロラド・スプリングス”で電流実験を行っている。ボーデンの差し金によってアンジャーの多額の出資で奇術を実現させる装置を開発する。
アリー
演 - アンディ・サーキス、日本語吹替 - 後藤敦
テスラの助手。
ジュリア・マッカロー
演 - パイパー・ペラーボ、日本語吹替 - 若原美紀
アンジャーの妻でミルトンの奇術の助手。アンジャーの芸名の「偉大なるダントン」の名付け親。水槽の脱出マジックでボーデンの失敗により事故死する。
サラ
演 - レベッカ・ホール、日本語吹替 - 込山順子
ボーデンの妻。夫との仲は良いが、時折見せる夫の無関心な態度に不満を持つ。
ミルトン
演 - リッキー・ジェイ、日本語吹替 - 佐々木敏
アンジャーとボーデンが下積みを行なっていた奇術師。水槽の脱出マジックの第一人者。
日本語版その他の出演：伊藤和晃、根本泰彦、永田博丈、世戸さおり、日向とめ吉、長松博史、杉野博臣、御園行洋
日本語版制作スタッフ 演出：中野洋志、翻訳：松崎広幸、調整：武田将仁／有木秀明、制作：ACクリエイト

## 日本版テーマソング
- 「RETURNER 〜闇の終焉〜」
  - 作詞・作曲：Gackt.C、編曲：Gackt.C、Chachamaru、歌：Gackt

## プロモーション
日本での宣伝大使にはMr.マリックが抜擢された。主な宣伝文句は「私も騙されました」。また、日本では公開時に「全ての謎を解き明かす荒木飛呂彦さん書下ろしイラスト入りステッカー」が5万枚限定で配布された。

## 作品解説
クリスチャン・ベールとマイケル・ケインは『バットマン ビギンズ』に続くクリストファー・ノーラン監督作品への出演である。その他、スカーレット・ヨハンソンやデヴィッド・ボウイ、アンディ・サーキスが出演。
邦題は、当初は『イリュージョンVS』となっていたが、原題のカナ読みへと変更された。

### プレステージ（Prestige）の意味
タイトルとなっているプレステージとは、手品における一段階で、作中でも説明がある。
確認（プレッジ、pledge）
観客に種も仕掛けも無いことを証明する。
展開（ターン、turn）
パフォーマンスを行う。
偉業（プレステージ、Prestige）
マジックショーを完成させる最終段階。

## ホームメディア
日本国内では、ギャガからDVD・BDがそれぞれ販売されている。
- プレステージ ブルーレイ（廉価版・2012年7月3日）
- プレステージ DVD（2014年12月2日）
- プレステージ DVD（2009年6月26日）
- プレステージ ブルーレイ（2008年1月1日）
- プレステージ コレクターズ・エディション DVD（2008年1月1日）